# Tritium Calcio 1908 2012-2013
Questa pagina raccoglie le informazioni riguardanti il Tritium Calcio 1908 nelle competizioni ufficiali della stagione 2012-2013.

## Rosa
| N. |                   | Ruolo | Calciatore         |
| -- | ----------------- | ----- | ------------------ |
|    | Italia (bandiera) | C     | Andrea Arrigoni    |
|    | Italia (bandiera) | C     | Tommaso Arrigoni   |
|    | Italia (bandiera) | C     | Enrico Bortolotto  |
|    | Italia (bandiera) | A     | Roberto Bortolotto |
|    | Italia (bandiera) | D     | Francesco Bossa    |
|    | Italia (bandiera) | D     | Valerio Brandi     |
|    | Italia (bandiera) | C     | Mauro Calvi        |
|    | Italia (bandiera) | C     | Daniele Casiraghi  |
|    | Italia (bandiera) | A     | Matteo Chinellato  |
|    | Italia (bandiera) | A     | Pietro Cogliati    |
|    | Italia (bandiera) | C     | Filippo Corti      |
|    | Italia (bandiera) | D     | Carlo Cremaschi    |
|    | Italia (bandiera) | C     | Fabio Cusaro       |

| N. |                   | Ruolo | Calciatore          |
| -- | ----------------- | ----- | ------------------- |
|    | Italia (bandiera) | A     | Daniele Fioretti    |
|    | Italia (bandiera) | A     | Francesco Grandolfo |
|    | Italia (bandiera) | D     | Roberto Magni       |
|    | Italia (bandiera) | D     | Aaron Martinelli    |
|    | Italia (bandiera) | C     | Christian Monacizzo |
|    | Italia (bandiera) | C     | Luca Nardiello      |
|    | Italia (bandiera) | P     | Matteo Nodari       |
|    | Italia (bandiera) | P     | Alberto Paleari     |
|    | Italia (bandiera) | D     | Mattia Pedroni      |
|    | Italia (bandiera) | D     | Ruggero Riva        |
|    | Italia (bandiera) | C     | Christian Spampati  |
|    | Italia (bandiera) | D     | Matteo Teoldi       |
|    | Italia (bandiera) | D     | Dario Teso          |

## Risultati

### Lega Pro Prima Divisione

#### Girone di andata
| Arbitro: | Marini |

|                                |           |                           |
| Arrigoni 30’ R. Bortolotto 40’ | Marcatori | 31’ Guerra 51’, 82’ Rosso |

| Arbitro: | Albertini |

|                                    |           |              |
| Pacciardi 44’ Coda 73’ Poletti 82’ | Marcatori | 65’ Arrigoni |

| Arbitro: | Fiore |

|                     |           |                          |
| Chinellato 72’, 74’ | Marcatori | 5’ Giampà 85’ Donnarumma |

| 23 settembre 2012 4ª giornata |  | – Turno Di Riposo |  |  |

| Arbitro: | Lanza |

|                     |           |  |
| Diniz 12’ Falco 47’ | Marcatori |  |

| Trezzo sull'Adda 7 ottobre 2012, ore 15:00 6ª giornata | Tritium   | 0 – 0 referto | Pavia | Stadio La Rocca (400 spett.)\| Arbitro: \| Colarossi \| |
| Arbitro:                                               | Colarossi |               |       |                                                         |

| Arbitro: | Losito |

|             |           |              |
| Moracci 79’ | Marcatori | 68’ Cogliati |

| Arbitro: | Piccinini |

|  |           |            |
|  | Marcatori | 50’ Tarana |

| Trezzo sull'Adda 28 ottobre 2012, ore 14:30 9ª giornata | Tritium    | 0 – 0 referto | Cuneo | Stadio La Rocca (354 spett.)\| Arbitro: \| Ceccarelli \| |
| Arbitro:                                                | Ceccarelli |               |       |                                                          |

| Arbitro: | Reni |

|                       |           |  |
| Basso 34’ Mancosu 84’ | Marcatori |  |

| Arbitro: | Melidoni |

|  |           |                |
|  | Marcatori | 90’ Martinović |

| Arbitro: | Petroni |

|                                           |           |  |
| Rossi 45’, 55’ Iraci 67’ Marcheggiani 80’ | Marcatori |  |

| Arbitro: | Di Martino |

|                            |           |  |
| E. Bortolotto 13’ Teso 59’ | Marcatori |  |

| Arbitro: | Aversano |

|                                               |           |  |
| Le Noci 22’, 27’ Teso 33’ Marotta 37’ Moi 44’ | Marcatori |  |

| Arbitro: | Chiffi |

|                   |           |            |
| E. Bortolotto 62’ | Marcatori | 32’ Gaudio |

| Arbitro: | Rapuano |

|                                             |           |                     |
| Inglese 16’, 56’, 58’ Gallo 79’ Kirilov 84’ | Marcatori | 59’ Teso 80’ Cusaro |

| Arbitro: | Ros |

|                   |           |             |
| E. Bortolotto 54’ | Marcatori | 81’ Bassoli |

#### Girone di ritorno
| Arbitro: | Marini |

|                     |           |  |
| César 17’ Rosso 52’ | Marcatori |  |

| Arbitro: | Guccini |

|                               |           |                                                     |
| Cogliati 4’ E. Bortolotto 15’ | Marcatori | 13’ Coda 14’, 37’ Doumbia 34’ Poletti 69’ Capellini |

| Arbitro: | Cangiano |

|                                               |           |  |
| Mendicino 21’, 39’ Marchi 29’ Torregrossa 79’ | Marcatori |  |

| 27 gennaio 2013 21ª giornata |  | – Turno Di Riposo |  |  |

| Arbitro: | Intagliata |

|  |           |                                       |
|  | Marcatori | 23’ Giacomazzi 28’ Chevantón 90’ Rose |

| Pavia 17 febbraio 2013, ore 14:30 23ª giornata | Pavia   | 0 – 0 referto | Tritium | Stadio Pietro Fortunati (300 spett.)\| Arbitro: \| Formato \| |
| Arbitro:                                       | Formato |               |         |                                                               |

| Arbitro: | Pierro |

|                   |           |  |
| R. Bortolotto 38’ | Marcatori |  |

| Arbitro: | Fiore |

|              |           |  |
| Montella 13’ | Marcatori |  |

| Arbitro: | Piscopo |

|              |           |                        |
| Cristini 16’ | Marcatori | 10’, 81’ E. Bortolotto |

| Arbitro: | Bellotti |

|              |           |                          |
| Arrigoni 60’ | Marcatori | 39’ D'Aiello 65’ Madonia |

| Arbitro: | Capilungo |

|           |           |                   |
| Cissé 22’ | Marcatori | 30’ E. Bortolotto |

| Arbitro: | Giovani |

|              |           |                            |
| Cogliati 39’ | Marcatori | 45’ Matteini 47’ Ardizzone |

| Arbitro: | Saia |

|              |           |               |
| Piccioni 86’ | Marcatori | 42’ Grandolfo |

| Arbitro: | Bruno |

|  |           |                        |
|  | Marcatori | 68’ Đurić 80’ Visconti |

| Arbitro: | Illuzzi |

|                 |           |            |
| Concas 39’, 72’ | Marcatori | 10’ Cusaro |

| Arbitro: | Strocchia |

|                   |           |               |
| E. Bortolotto 90’ | Marcatori | 90’ Ceppelini |

| Bolzano 12 maggio 2013, ore 15:00 34ª giornata | Südtirol | 0 – 0 referto | Tritium | Stadio Druso (1.700 spett.)\| Arbitro: \| Maresca \| |
| Arbitro:                                       | Maresca  |               |         |                                                      |

### Play-out
| Arbitro: | Pezzuto (Lecce) |

|                   |           |            |
| E. Bortolotto 87’ | Marcatori | 16’ Cunico |

| Arbitro: | Maresca (Napoli) |

|             |           |                                |
| Orlando 65’ | Marcatori | 12’ Arrigoni 80’ E. Bortolotto |